# Leonardo Becchetti
Leonardo Becchetti (Roma, 31 luglio 1965) è un economista e giornalista italiano.
Dal 2006 è professore ordinario di Economia politica presso l'Università di Roma Tor Vergata. È editorialista di Avvenire e Il Sole 24 Ore.

## Biografia
Dopo aver conseguito nel 1984 la maturità classica presso l'Istituto Massimiliano Massimo di Roma, si laurea in Scienze politiche presso l'Università di Roma La Sapienza nel 1988. Ha conseguito un MSc in Economics presso la London School of Economics, un dottorato in Economia politica a La Sapienza nel 1994 e un PhD ad Oxford nel 1996. Dal 2005 al 2014 è stato presidente del comitato etico della Banca Popolare Etica. Nel 2021 nominato dal Ministero della transizione ecologica membro del Comitato di esperti per il supporto al G20 Ambiente e membro della commissione per la bioeconomia e la fiscalità sostenibile. È consigliere del MEF in materia di green bonds e nella commissione del Ministero del Lavoro sulle misure contro la povertà. Attualmente è il presidente del comitato Etico di Etica Sgr. È membro del comitato scientifico del Corriere della Sera e stato membro del comitato promotore delle Settimane Sociali dei cattolici italiani ed è tra i promotori della Scuola di Economia Civile. È co-fondatore di Next nuova economia per tutti e Gioosto (piattaforma online per il consumo responsabile)

## Carriera accademica
Direttore del Master in Development Economics and International Cooperation presso l’Università di Roma Tor Vergata. Autore di circa 600 lavori tra pubblicazioni scientifiche, working paper e numerosi volumi divulgativi. È tra i primi 66 economisti nel mondo come numero di pagine pubblicate su riviste scientifiche, 18simo nella sezione di “economia della felicità e 42º in quella su “social capital e social norms” (dati mondiali REPEC su 57600 iscritti al ranking mondiale a Dicembre 2019). I suoi principali temi di ricerca riguardano l'economia comportamentale e sperimentale, i rapporti tra etica e finanza, tra responsabilità sociale di impresa e performance e le determinanti della felicità e del benessere.
Dal 2020 è membro del Comitato Scientifico del Progetto per la sostenibilità della basilica e della fabbrica di San Pietro.

## Opere
- Becchetti L., (2024), Guarire la democrazia. Per un nuovo paradigma politico ed economico, Minimum Fax
- AA.VV., 2024, Piano Bi: uno spartito per l’Italia, Donzelli
- Becchetti L. (2022), La rivoluzione della cittadinanza attiva. Come sopravviveremo a pandemie, guerre e a un sistema ambientale in crisi, EMI
- Becchetti L. (2020), Bergoglionomics. La rivoluzione sobria di papa Francesco. Minimum fax
- Becchetti L. (2019), Neuroscettici. Perché uscire dall'euro sarebbe una follia. Rizzoli.
- Becchetti L., F. Pisani, L. Semplici (2018), La ricchezza delle regioni. Rubbettino.
- Becchetti L. (a cura di), (2017), Le città del ben-vivere. Il manifesto programmatico dell'economia civile per le amministrazioni locali, Ecra.
- Becchetti L., Bruni L., Zamagni S. (2016), Taccuino di economia ciivile, Ecra
- Becchetti L. (2016), La ricca sobrietà, Ecra
- Becchetti L. (2016), Capire l'economia in sette passi, Minimum fax
- Becchetti L. Florio G. (2014), Dio e Mammona. Dialogo tra un economista e un biblista su economia, etica e mercato, Ecra
- Becchetti L. (2014), Next. Una nuova economia per tutti, Albeggi
- Becchetti L. (2014), Wikieconomia. Manifesto dell'economia civile, Il Mulino
- Becchetti L., Merisio P., Merisio L. Civiltà dei Parchi. Cooperazione e ambiente, Ecra
- Becchetti L. (2013), C'era una volta la crisi. Un paese in emergenza. Le ragioni per sperare, EMI
- Becchetti L. (2012), Il mercato siamo noi, Bruno Mondadori
- Becchetti L., Bruni L., Zamagni S. (2010), Microeconomia, Il Mulino